# Михайловка (Бурлинський район)
Миха́йловка (рос. Михайловка) — село у складі Бурлинського району Алтайського краю, Росія. Адміністративний центр Михайловської сільської ради.

## Населення
Населення — 903 особи (2010; 961 у 2002).
Національний склад (станом на 2002 рік):
- росіяни — 55 %